# 宕梁街道
宕梁街道是中华人民共和国四川省巴中市巴州区下辖的一个街道办事处。

## 行政区划
宕梁街道下辖以下村级行政区划单位：
红岩河社区、后河社区、中坝村、杨家坝村、塔子山村、凉水井村、尖山寺村、摇铃村、碾盘村、青莲村和红山村。